# Charlie Kuylenstierna
Carl-Otto (Charlie) Sperling Kuylenstierna, född 20 januari 1943 i Övraby församling, Hallands län, död 11 juni 1977, var en svensk sångare och musiker.
Kuylenstierna, som var son till godsägaren, ryttmästare Wilhelm Kuylenstierna och Märta Ankarcrona,   växte upp på Sperlingsholms gods och gick i Halmstads högre allmänna läroverk. Det var tänkt att han skulle överta godset, men han lockades alltmer av rockmusiken och började sjunga på skoldanser och privata fester. Han kom senare i kontakt med Simon Brehm som gav honom skivkontrakt. Som ett led i lanseringen fick han 1962 dansa twist på scen med Lill-Babs då hon gjorde ett framträdande i Halmstads Folkets park. Under en turné tillsammans med Lennart Warfstedt och Larz Lundgren erbjöds han att turnera tillsammans med The Spotnicks och med denna grupp besökte han bland annat London. År 1965 flyttade Kuylenstierna till Frankrike och bosatte sig i Paris, där han träffade filmregissören Louis Malle, som kom att fungera som en adoptivfar åt honom. I Frankrike gav han även ut en EP under namnet Charlie Malle. I början av 1970-talet hade Kuylenstierna en kort kärleksrelation med Anita Lindblom och spelade då in en singel tillsammans med henne. Han avled under ett återbesök i Sverige.

## Diskografi
- 1962 – Twistin' The Night Away/Twist Little Baby (singel, Joker JK 4024)
- 1962 – Twistin' Boy (EP, Joker JEP 8031)
- 1962 – Come On Let's Twist/Twistin' Boy (singel, Joker JK 40289)
- 1965 – Run Him Home/Shake Like A Beatle (med Music Five, singel, Polydor NH 10981)
- 1968 – You Made Me Cry/Mamma/Be Ba Bo/That's The Way (Charlie Malle, EP, Disc AZ EP1086)
- 1971 –	Rockgala på Dambergs (live-LP med Fridens kilowatt och rivaler, Polydor 2329 018)
- 1972 – Jenny, Jenny (singel, Epic EPC 8393)
- 1973 – En dans på logen/När vi är tillsammans (tillsammans med Anita Lindblom, singel, Frituna 6150 004)
- 1975 – Valparaiso (singel, Jet JET 75019)